# Benito Canónico
Benito Canónico (* 3. Januar 1894 in Guarenas; † 13. Oktober 1971) war ein venezolanischer Komponist.
Canónico wurde als Kind von seinem Vater Agostín Canónico, dem Gründer des Orquesta Canónico, unterrichtet und besuchte später die Academía de Musica in Caracas. In einer Militärkapelle erlernte er das Spielen verschiedener Blasinstrumente wie Horn, Trompete, Posaune und Bügelhorn. Daneben beherrschte er auch regionale Instrumente wie die Arpa mirandina und das Cuatro. Mit Kompositionen wie El Abuelito, Luisa Amelia, El Aguacate Guarenero, El Totumo de Guarenas, El Marán und anderen wurde er zu einem bedeutenden Vertreter der venezolanischen Música típica. Als sein Lehrer hatte er entscheidenden Einfluss auf die Laufbahn des Pianisten, Komponisten und Orchesterleiters Chucho Sanoja.